# Théâtre Maïakovski
Le Théâtre Maïakovski (en russe : Театр Маяковского) est un théâtre fondé en 1922 à Moscou (Russie).

## Historique

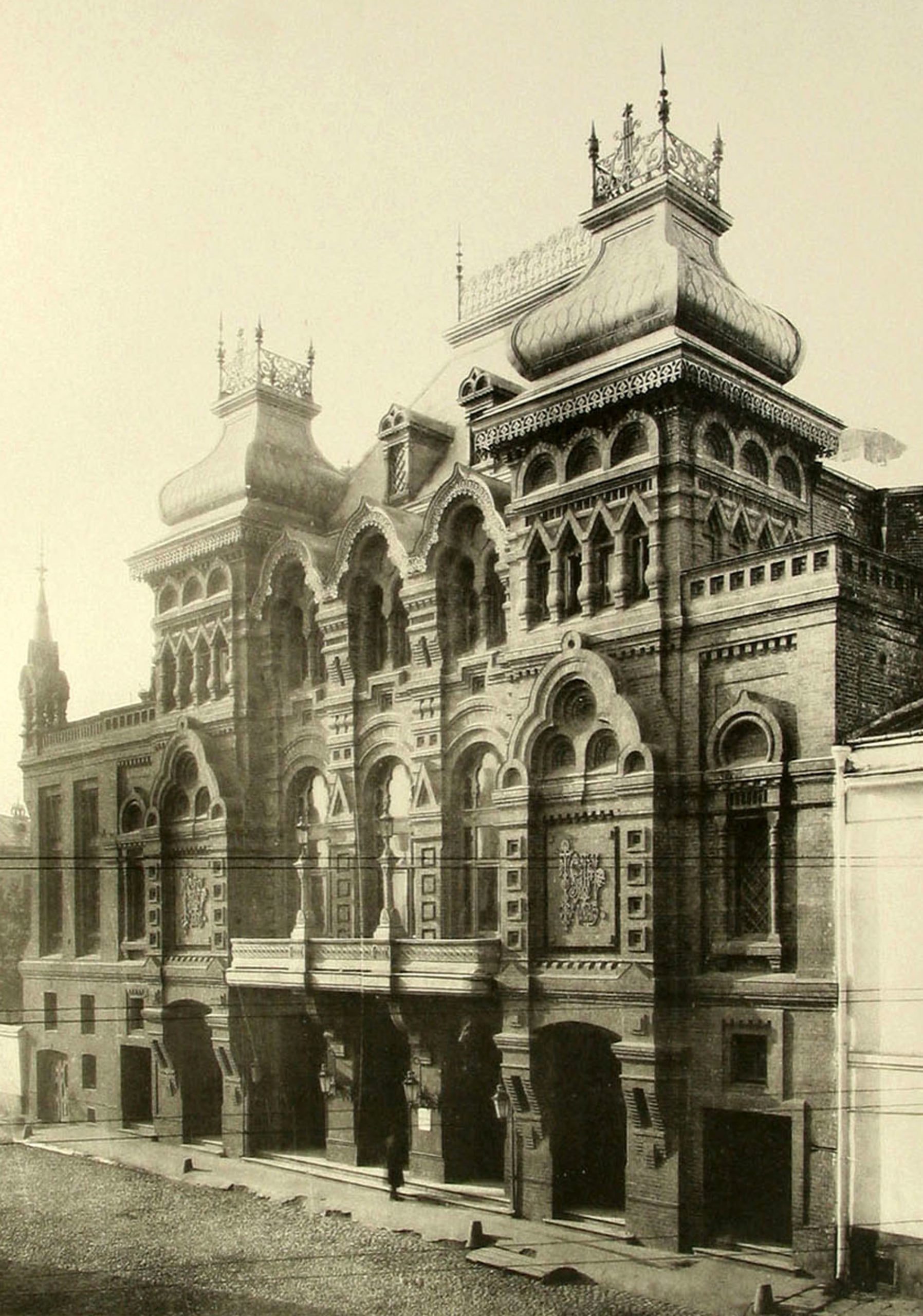
Théâtre Paradies en 1890.

Le bâtiment situé au numéro 19/13 rue Bolchaïa Nikitskaïa, l’œuvre d'architecte Constantin Terski (ru) construit au XVIIIe siècle, est la propriété de la maison Strechnev. Il sera loué en 1885 à l'entrepreneur allemand Georg Paradies originaire de Francfort-sur-le-Main qui fera reconstruire la façade par Franz Schechtel dans le style pseudo-russe, en y ajoutant les coupoles et les éléments en dentelle métallique. Il y installe une salle de spectacle connue sous enseigne de théâtre Paradies où se produisent les artistes venus d'Europe : Sarah Bernhardt, Eleonora Duse, Réjane, Ernst von Possart, Ludwig Barnay (en), Mounet-Sully, Coquelin aîné, Coquelin cadet et d'autres. À partir de 1893, Paradies éprouvant des difficultés financières reloue la salle à des troupes d'opérette. Ainsi, on peut y voir des représentations du Théâtre de Meiningen (en), du Bayerische Staatsoper, du Théâtre Michel, etc.

### Années 1920

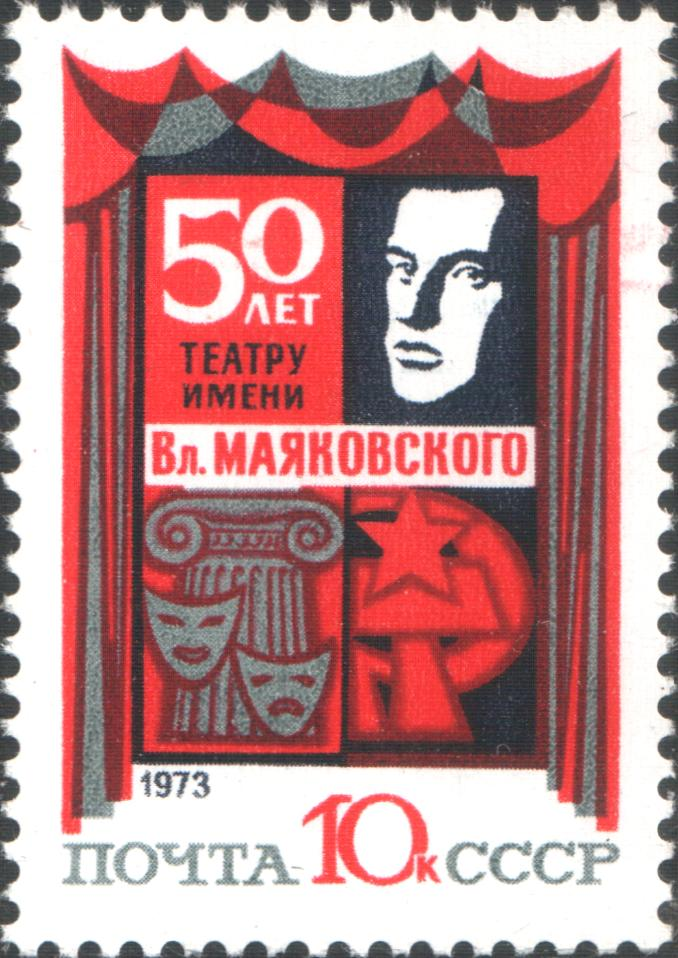
Timbre-poste dédié au Théatre Maïakovski émis pour le cinquantenaire des théatres moscovites, 1973

Après la révolution bolchévique, le théâtre est nationalisé et renommé Théâtre de la Satire révolutionnaire (en russe : Театр революционной сатиры) dit Terevsat dont les directeurs artistiques sont David Gutman et Mikhaïl Razoumni. Puis, en 1922, sous la direction de Vsevolod Meyerhold secondé par Valeri Beboutov, on fonde le Théâtre de la Révolution, nom qu'il conservera jusqu'en 1943 quand il est rebaptisé Théâtre dramatique.
En 1924, on nomme au poste de directeur artistique Alexeï Gripitch (ru) qui y reste jusqu'en 1926.
Entre 1927 et 1930, plusieurs metteurs en scène s'y succèdent, comme Vladimir Lutse (ru) et Vassili Fiodorov (ru), tous deux élèves de Meyerhold. Quelques adaptations remarquables sont faites par Alexeï Diki, tels que L'Homme à la mallette d'après Alexeï Faïko (ru) en 1928, et la Première de cavalerie d'après Vsevolod Vichnevski en 1929.
Les artistes vedettes de cette époque sont Maria Babanova, Dmitri Orlov (ru), Constantin Zoubov (ru), Olga Pyjova, Sergueï Martinson, Gueorgui Milliar, Mikhaïl Astangov.

### Années 1930
Le théâtre connaît une période faste entre 1931 et 1935, sous la direction d'Alekseï Popov qui adapte avec succès plusieurs pièces de Nikolaï Pogodine comme le Poème de la hache (Poema o topore, 1931), Mon ami (Moï droug, 1932) et Après le bal (Posle bala, 1934). Après le départ de Popov pour le Théâtre de l'Armée rouge, la crise survient. On voit défiler au poste de directeur artistique Ilia Chlepianov (ru) et Nikolaï Petrov (ru), quelques spectacles sont également réalisés par Leonid Volkov, Andreï Lobanov (ru), et Iouri Zavadski, mais aucun ne marque les esprits, à l'exception de Tania adaptée par Lobanov d'après la pièce d'Alexeï Arbouzov en 1939.
Toutefois, les prestations artistiques de Babanova dans le rôle de la comtesse de Belflor dans Le Chien du jardinier, Judif Glizier (pl) dans Marie Stuart, ainsi que Karandychev de Sergueï Martinson dans La Fille sans dot (Alexandre Ostrovski) sont applaudis par le public.

### Théâtre de Nikolaï Okhlopkov
En 1941, à l'approche du front de la Seconde Guerre mondiale, le théâtre de la Révolution est évacué à Tachkent. Dans ses locaux à l'initiative de Nikolaï Gortchakov (ru), directeur artistique du Théâtre de la Satire, se déroulent les représentations d'unique théâtre fonctionnant encore à Moscou, constitué d'acteurs de la troupe du Théâtre Lensoviet. Après le retour des artistes du théâtre de la Révolution, on fusionne les deux troupes sous le nom de Théâtre dramatique de Moscou. Alors que Gortchakov retourne au Théâtre de la Satire, la nouvelle compagnie sera menée par Nikolaï Okhlopkov jusqu'en 1967.
En 1954, afin d'honorer le poète Vladimir Maïakovski, le théâtre reçoit le nom de Théâtre Maïakovski, en forme longue: Théâtre académique de Moscou Vladimir Maïakovski (en russe : Московский академический театр имени Вл. Маяковского).
Sous Okhlopkov sont adaptés les Fils des trois fleuves (Viktor Goussev), La Jeune Garde (Alexandre Fadeïev), La Loi de l'honneur (Alexandre Stein (en)), L'Orage (Alexandre Ostrovski, 1953), Hamlet (William Shakespeare, 1954), l'Hôtel Astoria (Alexandre Stein, 1956), Une histoire à Irkoutsk (Alexeï Arbouzov, 1960), Médée (Euripide, 1961), My Heart's in the Highlands [Mon cœur est dans les montagnes] (William Saroyan, 1962).

### Théâtre d'Andreï Gontcharov
Andreï Gontcharov (ru) venu du Théâtre sur Malaïa Bronnaïa en 1967 restera aux commandes du théâtre jusqu'à sa mort en 2001. Parmi ses plus grands succès, l'on compte Les Enfants de Vaniouchine (Sergueï Naïdionov) et Un tramway nommé Désir (Tennessee Williams) présent à l'affiche pendant vingt-quatre ans avec plus de 700 représentations. La critique salue également La Défaite (Alexandre Fadeïev) adaptée à l'initiative de Gontcharov par Mark Zakharov en 1969.
Dans ces années, on voit sur scène du théâtre Evgueni Leonov, Armen Djigarkhanian, Vladimir Samoïlov, Tatiana Doronina, Natalia Goundareva, Anatoli Romachine (ru), Pavel Morozenko (ru), Gueorgui Martirossian (ru), Tatiana Vassilieva, Andreï Boltnev, Irina Rozanova, Nina Rouslanova.